# Mond-en-klauwzeer

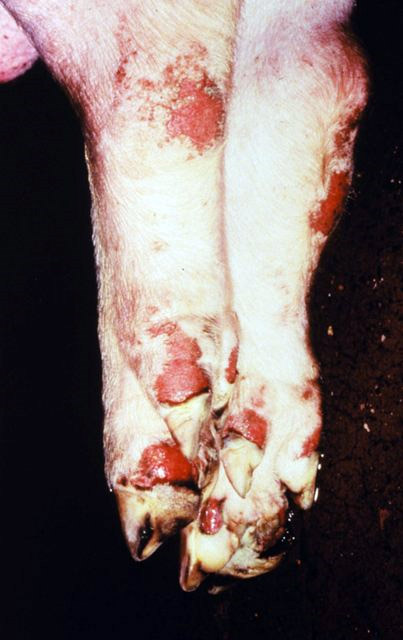
Mond-en-klauwzeer aan de poten van een varken

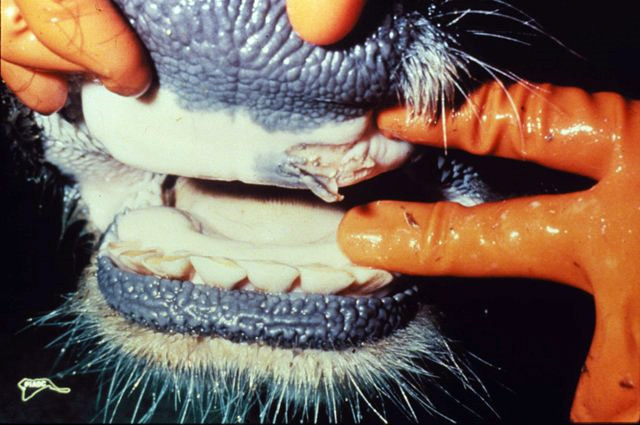
Mond-en-klauwzeer in de bek van een koe

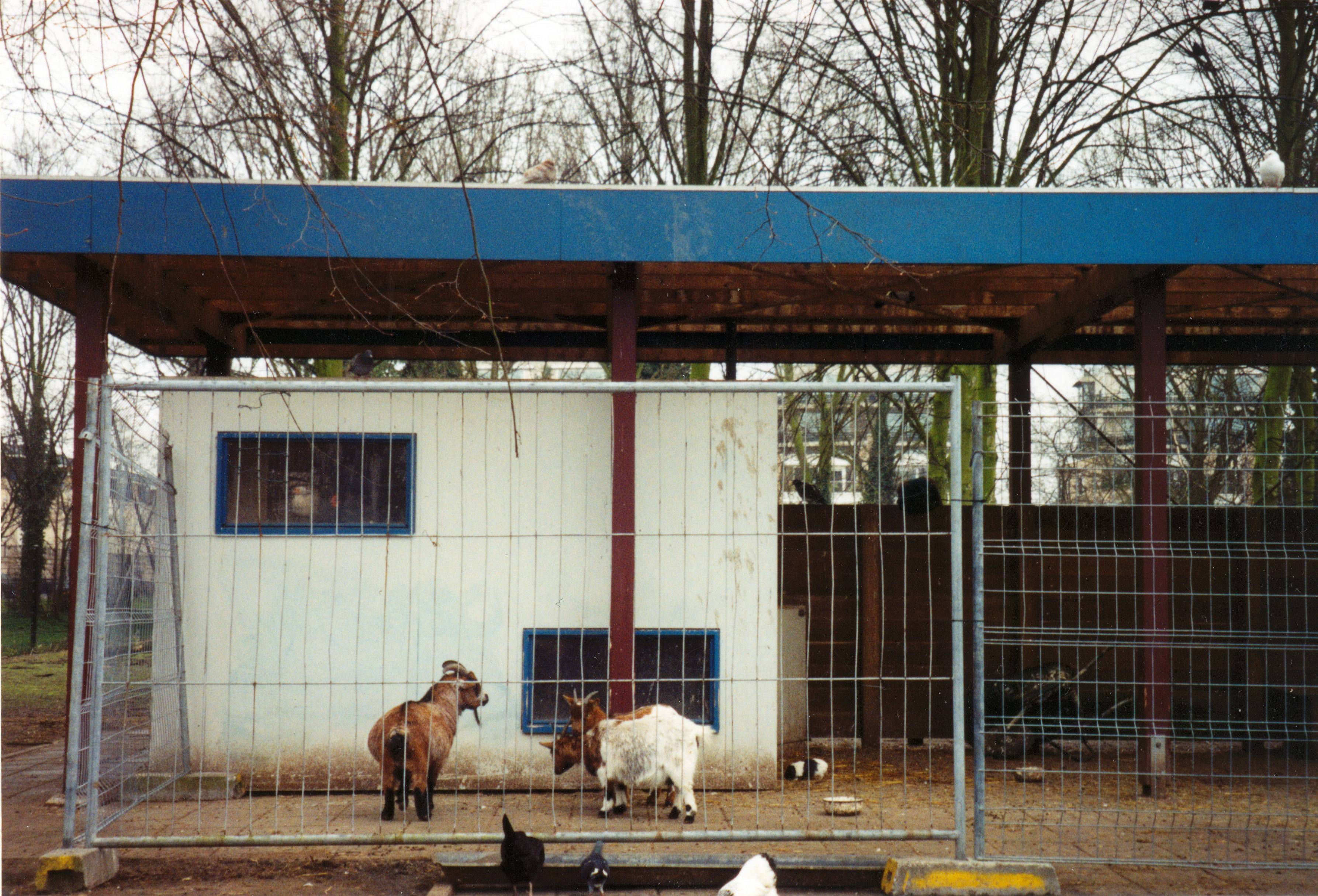
Kinderboerderijdieren werden in 2001 voor de zekerheid binnen de hekken gehouden, om de kans op besmetting nog verder uit te sluiten.

Mond-en-klauwzeer (MKZ) of tongblaar (Latijn: aphthae epizooticae) is een zeer besmettelijke virusziekte bij evenhoevigen zoals rundvee en varkens, schapen, herten en geiten. Andere dieren en ook mensen kunnen er hinder van ondervinden, maar lopen geen risico. De ziekte is voor dieren zeer besmettelijk, vergelijkbaar met griep bij mensen. MKZ is (in Nederland) een aangifteplichtige ziekte: een veehouder of dierenarts die deze ziekte vaststelt of vermoedt, is verplicht dit direct bij de overheid te melden.

## Etiologie
MKZ wordt veroorzaakt door een aphthovirus, een eenstrengig RNA-virus, uit de familie Picornaviridae. Door zijn structuur is het virus zeer gevoelig voor lage pH-waarden. Beneden een pH van 6,8 wordt het virus geïnactiveerd. Er bestaat een reeks verschillende stammen, serotypen en subtypen van het virus. Dit resulteert in een grote antigenische variabiliteit.
- Species MKZ virus
  - Type MKZ-Virus A (FMDV-A), 32 subtypen
  - Type MKZ-Virus Asia 1 (FMDV-Asia1), 3 subtypen
  - Type MKZ-Virus C (FMDV-C)
  - Type MKZ-Virus O (FMDV-O), 11 subtypen
  - Type MKZ-Virus SAT 1 (FMDV-SAT1), 7 subtypen
  - Type MKZ-Virus SAT 2 (FMDV-SAT2), 3 subtypen
  - Type MKZ-Virus SAT 3 (FMDV-SAT3), 4 subtypen

## Symptomen
Twee tot twaalf dagen na de besmetting  met MKZ ontstaan blaren in de bek, met name op de tong, op de uier en op de poten, met name de kroonranden. Dieren zijn ernstig ziek, hebben koorts, eten niet meer, verliezen gewicht en produceren minder melk. 1 à 2% van de besmette dieren sterft, maar bij jonge dieren kan dat percentage veel hoger liggen.
Bij koeien verloopt MKZ het hevigst. Ze hebben last van zeer pijnlijke blaren, met name bij mond, hoeven en uier. Na ongeveer twee weken herstellen ze en zijn dan weer volledig gezond. In de tussentijd zijn ze moeilijk handelbaar voor de boeren en kunnen de dieren bijvoorbeeld niet machinaal worden gemolken. Als koeien de ziekte gehad hebben, bouwen ze er weerstand tegen op en kunnen ze immuun worden. Over het algemeen sterven andere evenhoevigen, zoals schapen, en dieren in de dierentuin, niet aan MKZ, tenzij ze al heel zwak zijn.
Voor mensen is MKZ volstrekt ongevaarlijk, ook voor kinderen, zieken en ouderen. Mensen kunnen de ziekte wel krijgen, maar dat is zeer zeldzaam. Het is alleen mogelijk door contact met besmet vee, door het drinken van besmette, rauwe (ongepasteuriseerde) melk of het eten van besmet, rauw vlees. Er zijn enkele uitzonderlijke gevallen geweest van mensen die lichte ziekteverschijnselen kregen in de vorm van pijnloze blaasjes rondom de mond. Deze verdwenen na enkele dagen vanzelf. 
De hand-, voet- en mondziekte die bij mensen voorkomt, is niet nauw verwant. Dit een onschuldige virale ziekte die in de zomer geregeld tot kleine epidemieën leidt onder schoolkinderen en vanzelf overgaat. Deze ziekte is niet gevaarlijk voor vee.
Samenvatting van de symptomen van MKZ:
- Blaren in de bek, met name op de tong
- Blaren op de uiers en op de poten, met name op de kroonranden
- Dieren zijn ernstig ziek en produceren minder melk dan normaal
- Ongeveer 1 tot 2% van de besmette koeien sterven
- De dieren zijn volstrekt onhandelbaar als ze MKZ hebben, en kunnen door de boeren ook niet aan een (melk-)machine worden vast gemaakt

## Epidemiologie
De ziekte wordt overgedragen door direct contact tussen dieren, contact met  besmet (gecontamineerd) voedsel (niet gekookt), staand water, kleding en huid van boeren en dierenartsen, sperma en besmette voertuigen. Het virus kan in voedingsmiddelen zoals kaas of ongekookt vlees overleven. Zo werd de epidemie van 2001 in Europa veroorzaakt door geïmporteerde voedingsmiddelen, die aan varkens werden gevoederd.
De ziekte wordt ook via de lucht verspreid.

### MKZ in Nederland
Mond-en-klauwzeer komt al eeuwenlang onder evenhoevigen voor. In 1838 verspreidde de ziekte zich voor het eerst vanuit Duitsland over Nederland. Daarna werd ze regelmatig geconstateerd in Nederland. In 1894 werden 15.500 bedrijven getroffen en in 1897 waren het 45.000 bedrijven.
- In 1896 nam de regering maatregelen ter bestrijding van de ziekte en schadeloosstelling van betroffen boeren.
- In 1907 rapporteerde Jan Poels over de oorzaken, verspreiding en bestrijding van de ziekte. In het rapport staan ook bovengenoemde maatregelen.[1]
- In 1911 werden 71.518 bedrijven (dit was een op de drie) in Nederland getroffen door een mond-en-klauwzeerepidemie. De besmette dieren werden toen nog niet afgemaakt.
- Rond 1940 werd het mogelijk om runderen tegen MKZ in te enten. Na twee epidemieën in 1947 en 1951 werd in 1953 de regel ingesteld dat niet-ingeënte dieren niet meer vervoerd mochten worden.
- In 1961 brak er weer een mond-en-klauwzeerepidemie uit in Nederland. Hiervan waren vooral de niet-ingeënte dieren het slachtoffer, zoals varkens, schapen en geiten. Eind jaren 1960 was de ziekte vrijwel geheel uit Nederland verdwenen.
- In 1983 en 1984 waren er nog uitbraken in de Noordoostpolder en Noord-Holland. Die waren relatief klein, omdat destijds gevaccineerd werd tegen de ziekte[2].
- In 1991 is de verplichte inenting door de Europese Unie om economische redenen omgezet in een inentingsverbod. De gedachte hierachter was dat eens in de zoveel jaar ruimen bij een uitbraak goedkoper is dan continu alle dieren preventief te vaccineren en dat het zo mogelijk is vee en vlees te exporteren naar landen die uit kostenoverwegingen zelf ook niet vaccineren.[3][4] Deze landen accepteren namelijk geen gevaccineerd vee en vlees omdat daarvan niet kan worden vastgesteld of het daadwerkelijk vrij is van MKZ. Sindsdien is er voor gekozen om de verspreiding van het virus te stoppen door alle evenhoevigen in een bepaalde straal rond een besmettingshaard preventief te doden (te "ruimen"), omdat een land geen vlees kan exporteren zolang er MKZ heerst.

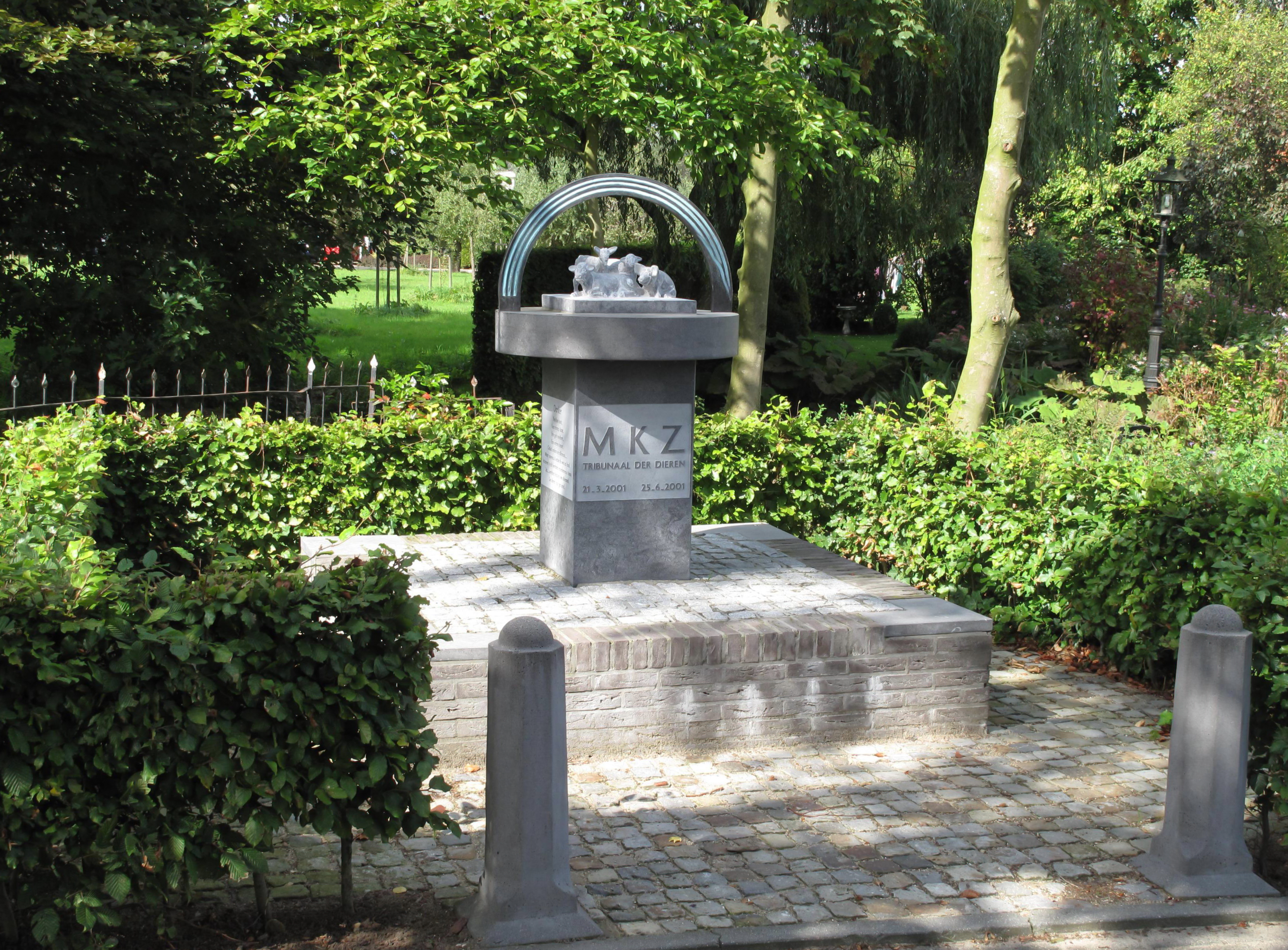
Monument MKZ-crisis in Nijbroek

- In 2001 brak er een mond-en-klauwzeerepidemie uit in Europa. Tijdens deze crisis werden in Nederland 26 bedrijven besmet verklaard. Er werd besloten om op grote schaal preventief te ruimen. Op ongeveer 2600 bedrijven werden in totaal 260.000 evenhoevigen afgemaakt. Dit leidde tot grote maatschappelijke ophef omdat het onethisch werd gevonden gezonde dieren te doden om zo de verspreiding van een virus tegen te gaan, dat over het algemeen niet dodelijk is en waar dan ook nog eens een vaccin tegen bestaat. Bovendien ontkwamen ook kinderboerderijen, dierenweiden, hertenkampen en huisdieren niet aan de preventieve ontruimingen, wat tot emotionele taferelen leidde. Daarnaast ontstond er grote verontwaardiging over de hoge strafkortingen (van vaak wel 100%) op de financiële compensatie voor boeren vanwege diverse administratieve fouten.
- In 2003 verzacht de Europese Unie het vaccinatieverbod: indien er een goed plan is, kan noodvaccinatie bij een toekomstige uitbraak worden toegestaan, zonder dat de gevaccineerde dieren hoeven te  worden gedood.
- Op 4 augustus 2007 werd wegens het uitbreken van mond-en-klauwzeer in Engeland voor heel Nederland een vervoersverbod voor evenhoevigen ingesteld.
- In januari 2020 werd door het College van Beroep voor het bedrijfsleven na een ruim 18 jaar durende juridische strijd van belanghebbenden geoordeeld dat de Nederlandse staat terecht 60.000 dieren had laten ruimen op 246 boerderijen in Kootwijkerbroek tijdens de epidemie in 2001[5][6][7]
- In januari 2025 zijn preventieve maatregelen genomen nadat in Brandenburg, Duitsland, MKZ is vastgesteld bij een groep waterbuffels. In Nederland zijn, via distributiecentra in Duitsland, 3600 kalveren naar Nederland gekomen vanaf 1 december 2024. In heel Nederland geldt een preventief verbod op het vervoer van kalveren, anders dan naar de slacht. Tevens geldt er een bezoekverbod voor vleeskalverbedrijven.[8]